# Toyota Veloz

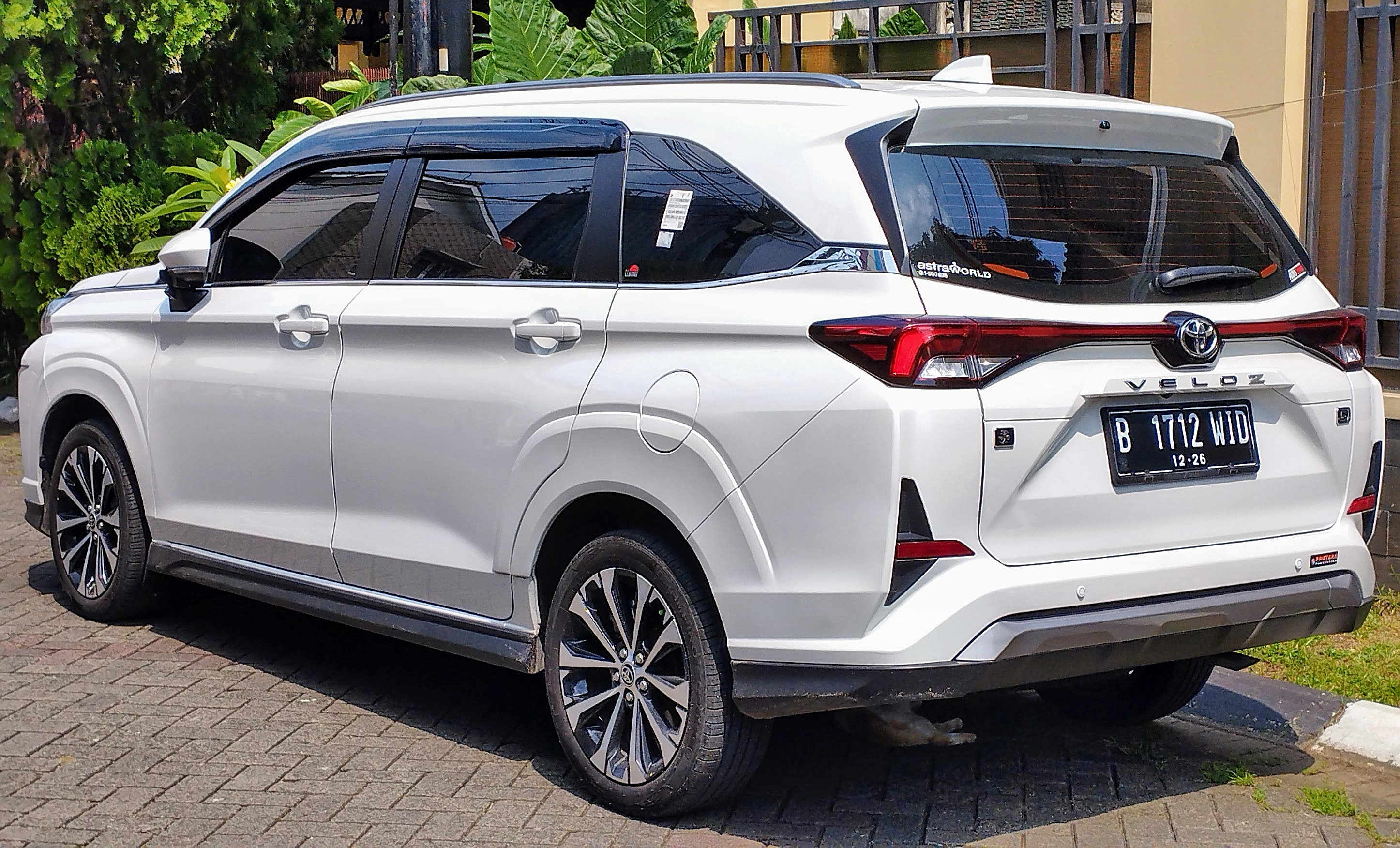
Вид сзади

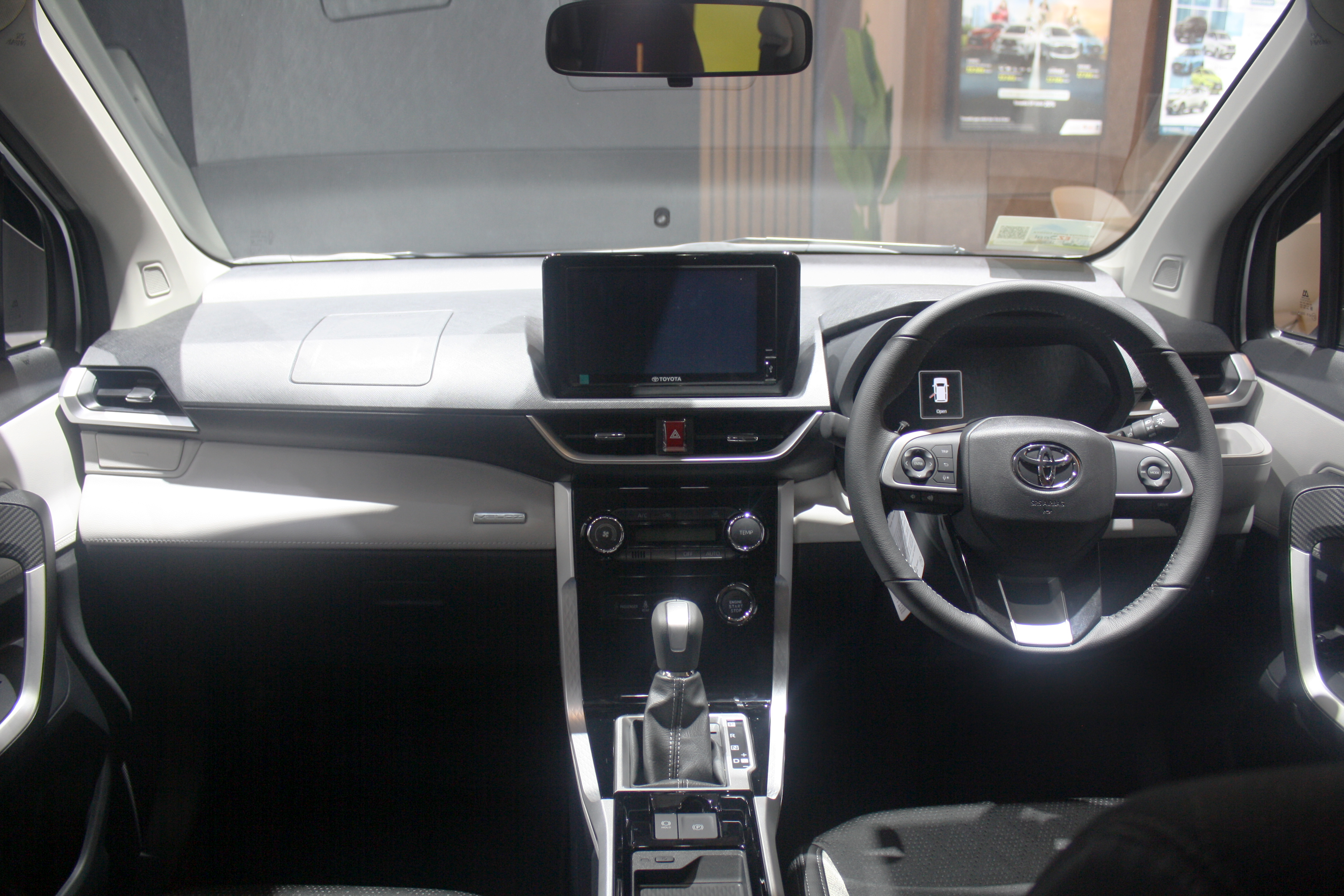
Интерьер

Toyota Veloz — семиместный минивэн, совместно выпускаемый компаниями Toyota и Daihatsu в Индонезии, Малайзии и Вьетнаме и продающийся на развивающихся рынках. 

## Описание
Toyota Veloz был запущен в производство 10 ноября 2021 года. Изначально модель называлась Avanza top Verots.
Veloz позиционируется как третье поколение Toyota Avanza. В разработке принимал участие главный инженер компании Daihatsu Эйдзи Фудзибаяси. Длина увеличена на 205 мм, ширина — на 70 мм, высота— на 160 мм, а колёсная база — на 95 мм. Привод — передний.
С октября 2022 года автомобиль выпускается в Малайзии, а с ноября — во Вьетнаме.

## Галерея

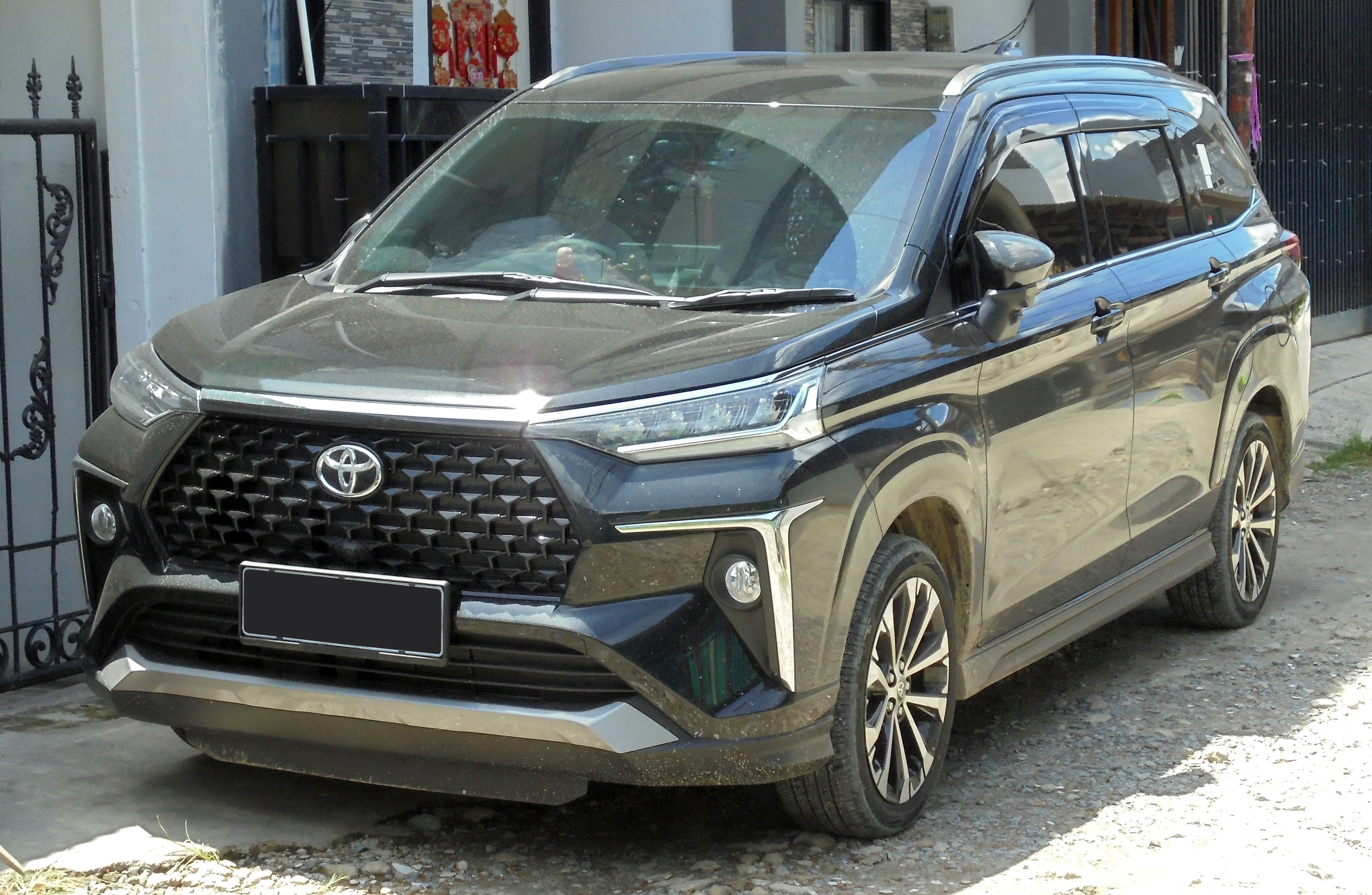
2021 Toyota Veloz 1,5 Q
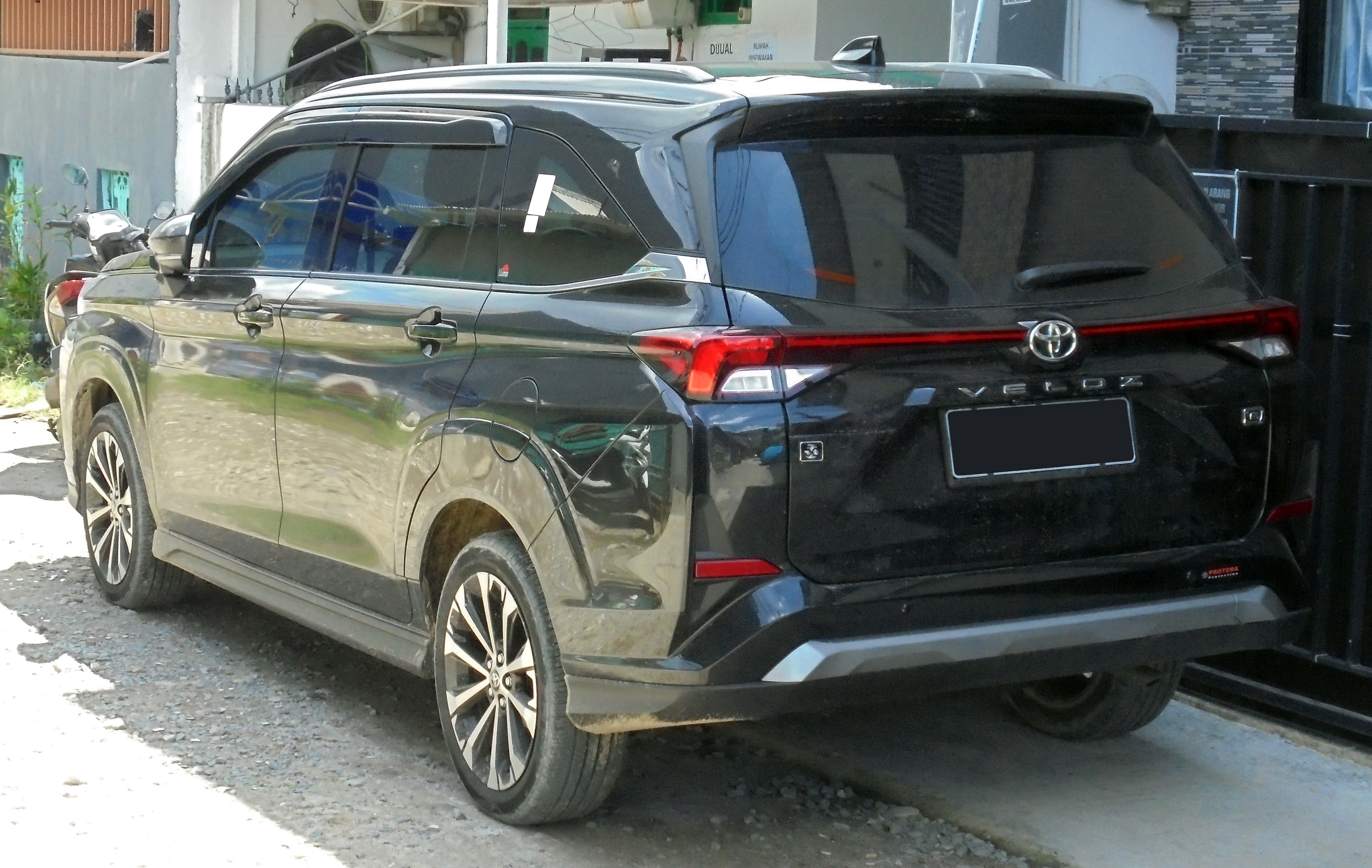
Вид сзади
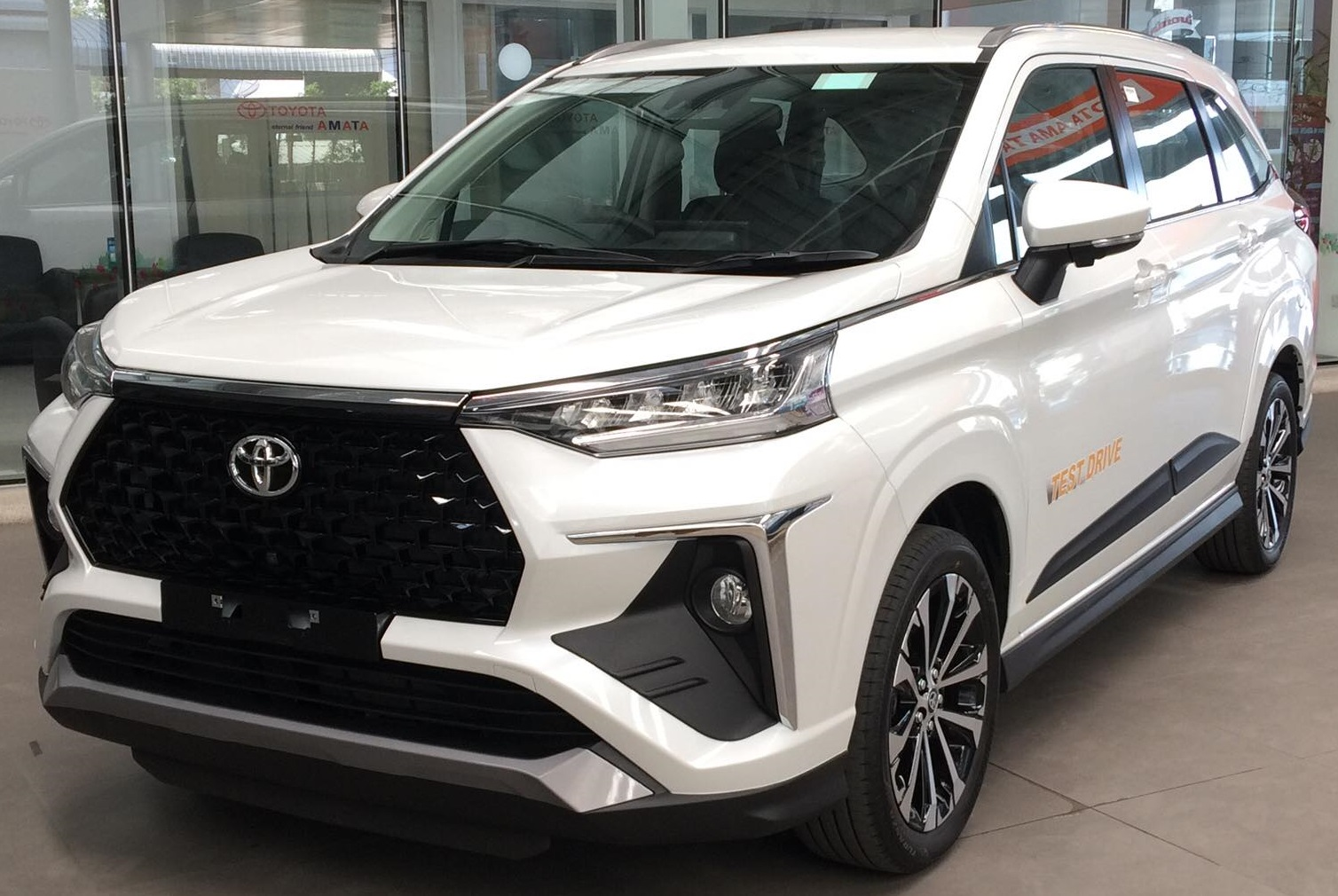
Toyota Veloz Premium
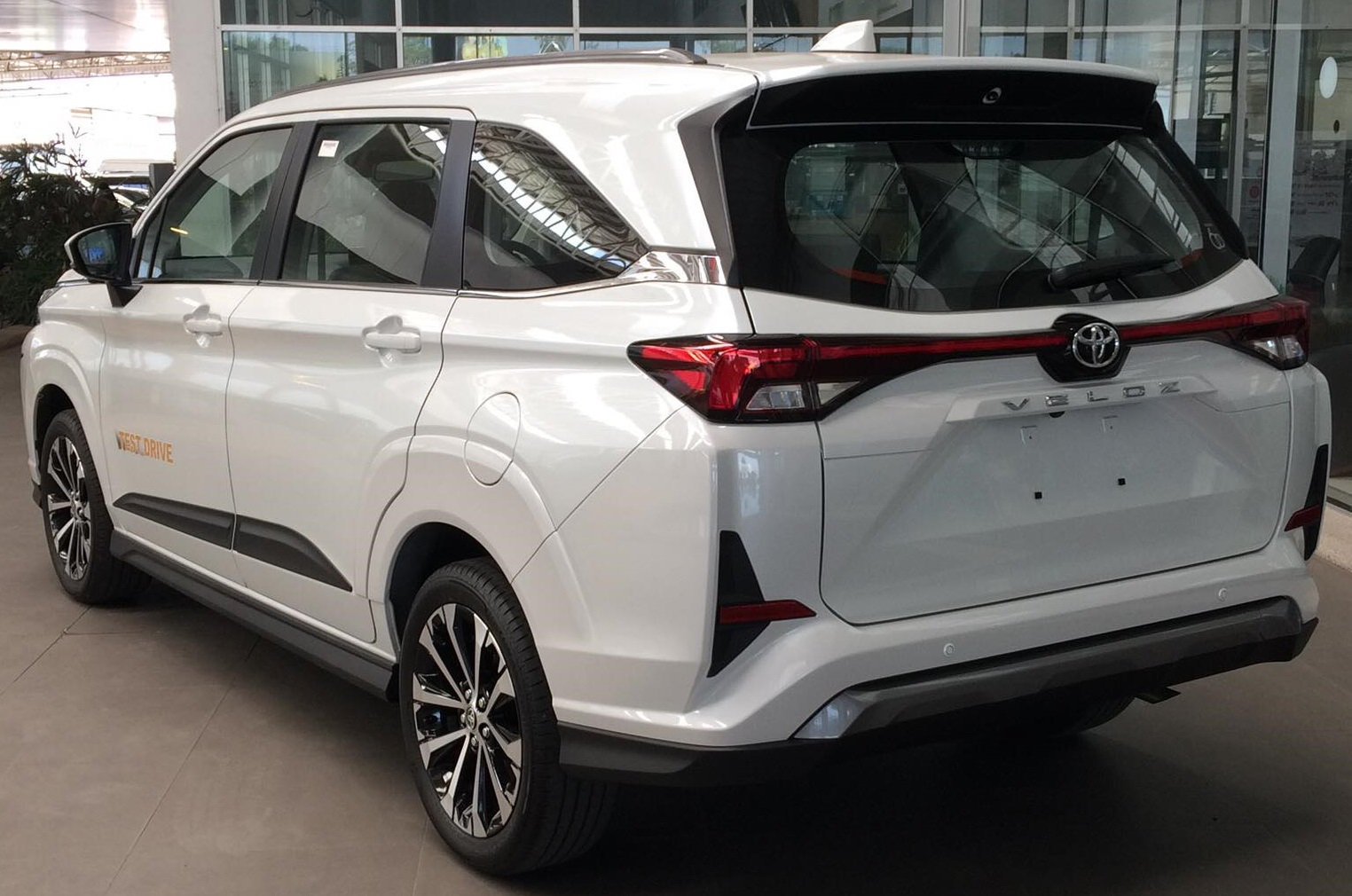
Вид сзади
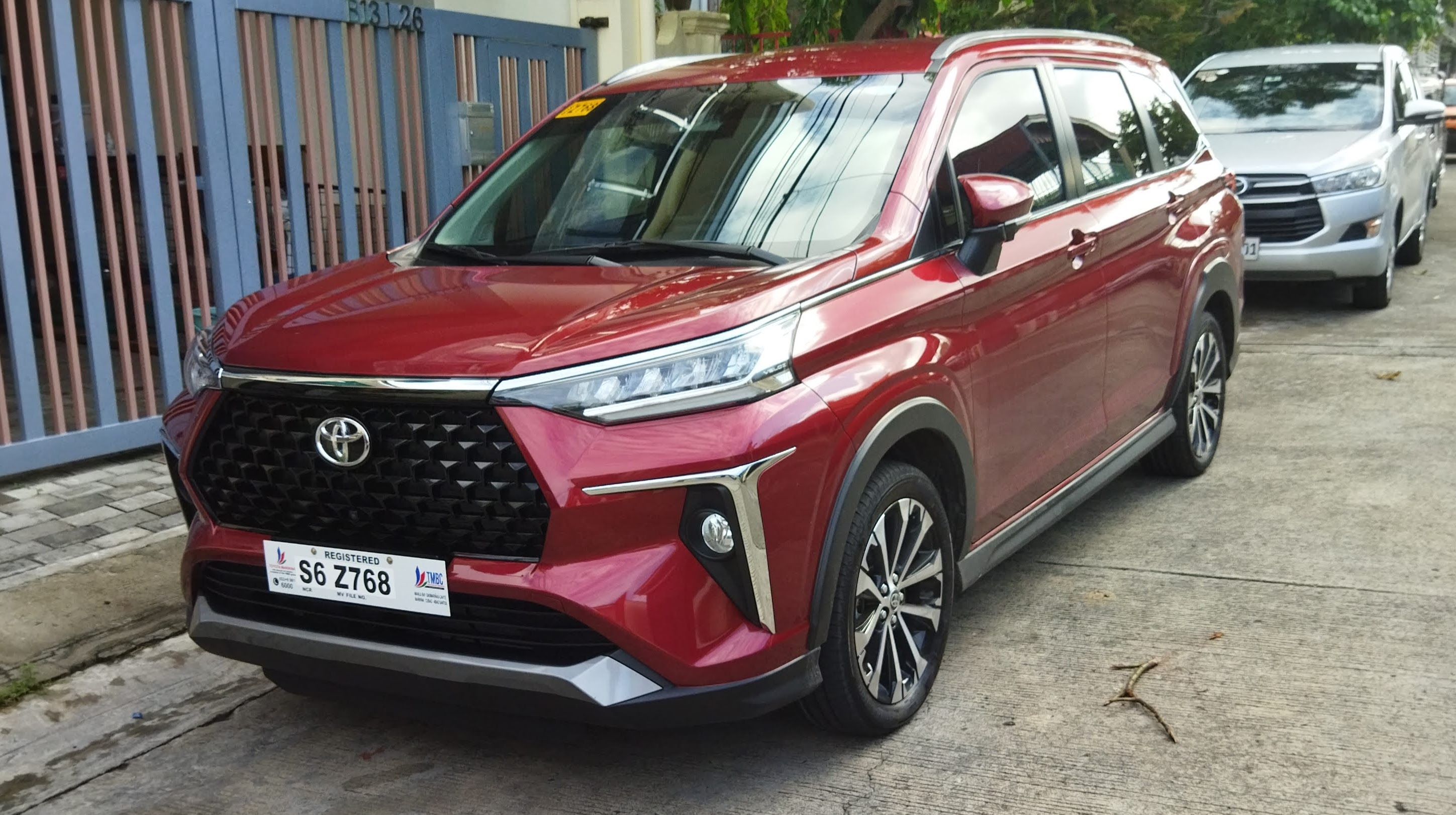
Toyota Veloz на Филиппинах
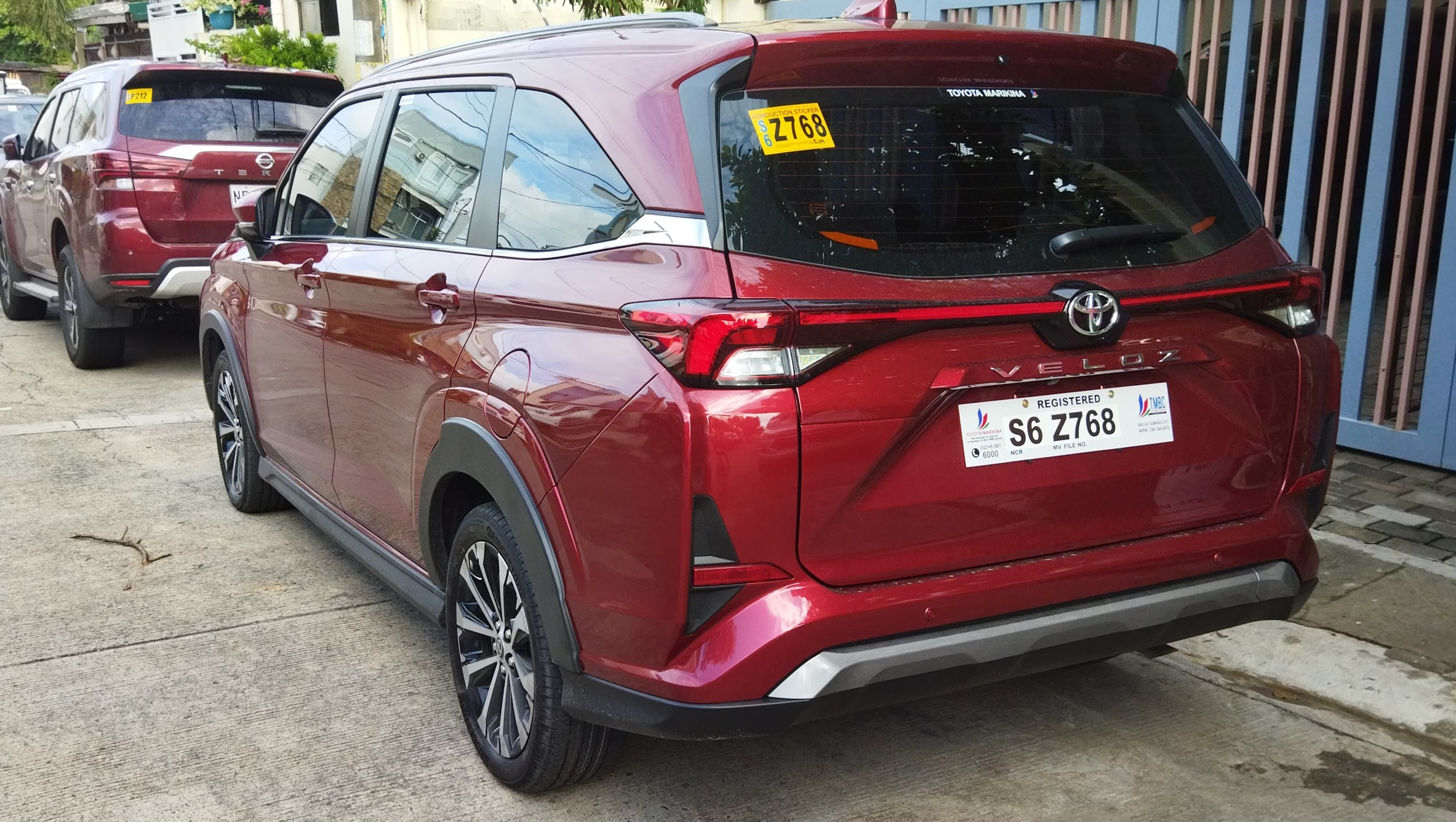
Вид сзади